# Parorthomeria turneri
Parorthomeria turneri is een wandelende tak uit de familie Aschiphasmatidae. De wetenschappelijke naam van deze soort is voor het eerst voorgesteld als Orthomeria (Parorthomeria) turneri door Philip Edward Bragg in een publicatie uit 2006.
De soort komt voor op Borneo (Sabah).